# The Apaches (Band)
The Apaches war eine Schweizer Country-Musik-, Rock-’n’-Roll-, Blues- und Indian-Beat-Band. Ihre Mitglieder traten als Indianer gekleidet auf und verarbeiten in ihren Texten Themen aus der Indianerwelt und dem Wilden Westen.

## Werdegang
Die Band wurde 1963 durch den Musiker und Künstler Angy Burri (1939–2013) gegründet, Bandmitglied war zeitweise auch Phil Carmen der zu dieser Zeit noch mit seinem bürgerlichen Namen Herbert Hofmann bekannt war. Bekannt wurde die Band unter dem Namen Angy Burri & The Apaches. Nachdem sie 1981 am Festival of Country Music im Hallenstadion den ersten Platz erringen konnten, veröffentlichte sie 1983 ihr erstes Album, dessen daraus ausgekoppelte Single, das Chuck-Berry-Cover School Days, bis auf Platz sechs der Schweizer Hitparade vorstossen konnte.
1990 erschien das zweite Album der Band, Hokahe, das den zehnten Platz der Schweizer Albencharts belegen konnte. Es erreichte Gold-Status in der Schweiz und die Band ging auf Tour. Das dritte Album, Tatanka, folgte im Jahr 1995 und erreichte in der Hitparade Rang sieben.